# Vetrino Glacier
Vetrino Glacier är en glaciär i Antarktis. Den ligger i Sydshetlandsöarna. Argentina, Chile och Storbritannien gör anspråk på området. Vetrino Glacier ligger 1 095 meter över havet.
Terrängen runt Vetrino Glacier är mycket bergig. Havet är nära Vetrino Glacier åt nordväst. Trakten är obefolkad. Det finns inga samhällen i närheten. 